# CodeGear
CodeGear — дочернее подразделение компании Embarcadero Technologies. CodeGear занимается инструментами для разработки программного обеспечения, такими как Delphi, интегрированными средами разработки и сервером баз данных InterBase. Первоначально являлась дочерней фирмой компании Borland Software Corporation, создана 14 ноября 2006 года. Первым президентом CodeGear был Бен Смит. Нынешним президентом является Джим Дуглас.

## История
8 февраля 2006 года Borland объявила о поиске покупателя её отделов разработки IDE и баз данных. Во время сторонних переговоров эти подразделения (developer tools group) были реорганизованы внутри компании в подразделение, названное CodeGear. В итоге было получено по пять пакетов предложений на группу. Тем не менее, ни один покупатель не предложил Borland «сумму, соответствующую, по нашему мнению, стоимости бизнеса», по словам Borland CEO Тод Нильсен.
Годовой отчёт Borland за 2006 год показал, что бизнес, связанный с CodeGear IDE, принёс доход в 75,7 миллионов долл. в 2006 году, что составило 25 % совокупного дохода Borland.
7 мая 2008 года Borland и Embarcadero Technologies объявили о том, что Embarcadero «подписала соответствующий пакет соглашений по покупке CodeGear». Сделка, стоимость которой составляет примерно 24,5 миллиона долл., завершилась 30 июня 2008 года.

## Продукты
- RAD Studio (включая Delphi, Delphi.NET, C++Builder, C#Builder)
- Turbo Delphi
- Delphi for PHP
- Delphi
- Delphi/400
- JBuilder
- InterBase
- Turbo C#
- Turbo C++
- C++BuilderX
- C#Builder
- C++ Builder
- 3rdRail